# سيد شعيب أحمد
سيد شعيب أحمد (11 يوليو 1996 - ) هو لاعب كرة قدم هندي في مركز الهجوم. لعب مع نادي بونه.

## وصلات خارجية
- سيد شعيب أحمد على موقع قاعدة بيانات كرة القدم.إي يو (الإنجليزية)
- سيد شعيب أحمد على موقع Soccerway.com (الإنجليزية)